# Dennis Wilson
Dennis Carl Wilson (Inglewood, California; 4 de diciembre de 1944-Marina Del Rey, Los Ángeles; 28 de diciembre de 1983) fue un músico estadounidense de rock and roll conocido por ser miembro fundador y baterista de The Beach Boys. Era hermano de Brian y Carl Wilson, primo de Mike Love e hijo de Murry Wilson, mánager de la banda durante sus primeros años. Dennis era el único surfista en los Beach Boys, y su vida personal ejemplificaba el "mito californiano" que las primeras canciones de la banda solían celebrar. 
Dennis sirvió principalmente en la batería y coros para los Beach Boys, y contrariamente a la creencia popular, su forma de tocar se puede escuchar en muchos de los éxitos del grupo. Se le permitieron pocas voces principales en la década de 1960, pero su importancia como cantante y compositor aumentó en la década de 1970. Sus canciones originales para el grupo incluyeron "Little Bird" (1968), "Forever" (1970) y "Slip On Through" (1970). Aunque no fue acreditado, Wilson ayudó a escribir "You Are So Beautiful", un éxito para Joe Cocker en 1974. Dennis editó un sencillo con Gary Usher bajo el seudónimo de The Four Speeds, que salió a la venta en 1963.
El único álbum solista de Wilson, Pacific Ocean Blue (1977), tuvo buenas críticas pero una recepción comercial moderada. Escrito y grabado en un lapso de varios años, el álbum alcanzó su punto máximo en las listas de éxitos de Estados Unidos en el número 96 durante una estancia de 12 semanas. Un posible sucesor, Bambu, fue cancelado antes de su prematura muerte en 1983. En 1988, Wilson fue incluido en el Salón de la Fama del Rock and Roll como miembro de The Beach Boys. Murió ahogado a la edad de 39 años en 1983.

## Biografía
Dennis Carl Wilson era el hijo de Audree Neva y Murry Wilson. Vivió con su familia durante años en Hawthorne, California. El papel de Dennis en la dinámica familiar era el de la "oveja negra de la familia", algo que él mismo admitió. Aunque lleno de ansiedad y agresivo a veces también era sensible y generoso.
De los tres hermanos Wilson, él era el más propenso a ser golpeado por su padre. Poseedor de una gran cantidad de energía física y una naturaleza combativa, Dennis a menudo se negó a participar en canciones familiares, y también evitó vocalizar en las primeras grabaciones que Brian hizo en una grabadora portátil. Sin embargo, Dennis cantaba con sus hermanos a altas horas de la noche en su dormitorio compartido una canción que Brian más tarde recordaría como "nuestra canción especial que compartíamos", titulada "Come Down, Come Down from the Ivory Tower". Brian notó entonces cómo las voces de los tres hermanos armonizaban: "Desarrollamos una pequeña mezcla que nos ayudó luego cuando comenzamos a meternos en las cosas de Beach Boys".

## The Beach Boys y años 1960
La madre de Dennis, Audree, obligó a Brian a incluir a Dennis en la alineación original de los Beach Boys. Instigado por el primo mayor, Mike Love, Dennis se acercó a Brian para formar un grupo y componer una canción sobre el surf. The Beach Boys se formó en agosto de 1961, con Murry asumiendo el cargo de gerente, y fueron inmediatamente exitosos. Aunque los Beach Boys desarrollaron su imagen basada en la cultura del surf de California, Dennis fue el único surfista real en la banda, una vez dijo al respecto: "No sé por qué no vivimos en la playa, en el océano. No tiene ningún sentido, dar vueltas por la ciudad sucia. Es por eso que siempre me gustaba y estuve orgulloso de ser un Beach Boy; siempre me gustaba esa imagen. En la playa se puede vivir en la dicha".
En los primeros años de Beach Boys, Brian le dio el papel de baterista. Dennis rápidamente aprendió los conceptos básicos para tocar la batería en las lecciones de la escuela. Brian tomó nota de la técnica limitada de batería de Dennis desde el principio y, a mediados de los 60, contrató a bateristas de sesión, como Hal Blaine, para actuar en grabaciones de estudio (sustituyendo a todos los demás miembros en lo que a instrumentación se refiere en un momento u otro). Dennis aceptó esta situación con ecuanimidad, en general elogiando mucho el trabajo de su hermano mayor, a medida que las composiciones de Brian se hicieron más maduras y complejas. De la misma manera, aunque él cantaba poco en los escenarios, su voz era un ingrediente clave en la mezcla vocal del grupo en el estudio. A pesar de su perfil bajo dentro de la banda, Dennis se había hecho el miembro más popular del grupo, convirtiéndose en un sex symbol, mientras su creciente talento musical quedaba en un segundo plano desarrolló su propio estilo y gusto musicales, distintos del estilo conocido de The Beach Boys: emotivo, incluso con cercanías al blues, en contraste con las famosas altas armonías del grupo.
Aunque se le dieron pocas voces importantes en las primeras grabaciones de Beach Boys, cantó "Do You Wanna Dance?", éxito del grupo lanzado en febrero de 1965. Más tarde ese año en Beach Boys' Party!, Dennis cantó una versión de la canción de The Beatles "You've Got to Hide Your Love Away".
A principios de 1963, Dennis se asoció con el excolaborador de Brian, Gary Usher, un vecino de Hawthorne que se convirtió en una prolífica figura creativa en la grabación de música de surf y, más tarde, en el folk. Como un dúo que escribe, produce, actúa y se autodenomina Four-Speeds, lanzaron el sencillo "RPM" con "My Stingray".

### Finales de los 60 y años 70
La primera composición importante de Dennis fue "Little Bird" (1968), el lado B del sencillo "Friends", junto con "Be Still", también un himno a la naturaleza y reflexionando sobre su lugar en el mundo natural de los cuales su afición al surf era solo una parte minúscula. Tenía más composiciones presentadas en álbumes posteriores de The Beach Boys como 20/20 (1969), Sunflower (1970), Carl and the Passions - "So Tough" (1972) y Holland (1973). Sunflower incluyó la canción "Forever" y otras tres canciones escritas por Dennis. Su inclusión se dice que es debido a la insistencia del sello, alegando que las canciones de Dennis sonaban más 'modernas' que otras de los otros beach boys que habían sido rechazadas.
A medida que Brian se retiraba cada vez más de la participación activa de su grupo, Dennis se convirtió en una gran fuerza creativa para los Beach Boys, habiendo aprendido técnicas de producción al observar a su hermano. Al menos dos de sus canciones fueron incluidas en todos menos uno de los seis álbumes lanzados en ese período de cinco años, alcanzando su punto máximo con cuatro canciones tanto en 20/20 como en Sunflower. Cuando surgieron ciertos celos territoriales dentro de la banda por su creciente papel, Dennis comenzó a retener canciones para sus proyectos en solitario.
En agosto de 1970 Dennis se casó con la empleada de una hamburguesería de Westwood, California, Barbara Charren (nacida en 1947). Antes de la boda fueron a Hawái de vacaciones y Barbara quedó embarazada. El hijo de ambos, Michael, nació en febrero de 1971. Dennis era el menos cómodo con la carrera musical de The Beach Boys, considerado siempre como el menos dotado de los tres hermanos, había progresado notablemente y cada vez componía mejores canciones. El 4 de diciembre de 1970, Dennis lanzó su primera pieza de material solista con ayuda de Captain Dragon y fue editado por la discográfica independiente Stateside, un sencillo poco conocido lanzado solo en Europa y el Reino Unido bajo el nombre de "Dennis Wilson & Rumbo". El sencillo presentó "Sound of Free", sobre su tema habitual de libertad, en el lado A, y con la romántica "Lady" (también conocida como "Fallin' in Love") en el lado B. La canción fue grabada más tarde por American Spring y lanzada como el lado B de su sencillo "Shyin' Away".
En otoñó de 1970 "algo en broma y algo en serio", Dennis se presentó a una prueba de selección de actores para la nueva película del director Monte Hellman, y para su sorpresa, consiguió uno de los papeles protagonistas. Hellman declaró más tarde que Dennis no era buen actor, pero con el magnetismo y el encanto personal que desprendía tampoco le hacía falta mucho más. La cinta, llamada Two Lane Blacktop, se estrenó en 1971. Se trata de una película de carretera con un tono existencialista muy acorde con los roles protagonistas a todos estrellas del pop, interpretando a una pareja de jóvenes que viajan en un viejo Chevy del 55 por el sudoeste de Estados Unidos ganándose la vida en carreras callejeras. Las figuras principales son arquetipos sin nombre, el Conductor, papel interpretado por el cantante James Taylor, y el Mecánico, encarnado por Dennis. Hablan apenas entre sí, solo lo necesario y siempre sobre las carreras o el Chevy, un auto de aspecto destartalado, para que los rivales se confíen, pero de gran potencia gracias a ocultas mejoras en el motor. Recogen en el camino a una chica que deambulaba haciendo auto-stop, escapando de algo o alguien, algo que no queda del todo claro. En una gasolinera encuentran a un fanfarrón de mediana edad que conduce un deportivo amarillo de serie y les propone una carrera de varios miles de kilómetros hasta Washington D. C., con la condición de que el primero en llegar se quede con el coche del otro. El recorrido no es solo físico, sino que se convierte en un viaje interior hacia las renuncias, el destino y los fracasos de los protagonistas.
Durante las sesiones de Carl and the Passions - "So Tough", Dennis Wilson se cortó la mano y no pudo tocar la batería. A inicios de 1972 contrataron al baterista Ricky Fataar, que substituiría al lastimado Dennis (quien se hirió la mano al romper una puerta de vidrio y este hecho lo incapacitó por cinco años). Además contrataron al guitarrista afroamericano Blondie Chaplin, quien en los conciertos en vivo era presentado por Mike Love y Al Jardine. En 1973 se estrenó The Beach Boys in Concert, el cual solamente tiene a Dennis en la portada del disco, pero no aparece en ninguna de sus canciones, ni las canciones que él había compuesto fueron incluidas.
Durante el hiato de grabación de tres años después de Holland, la voz de Dennis se deterioró notablemente (quizás en gran parte por su adicción al alcohol hacia 1973). Para entonces sus payasadas teatrales de vez en cuando interrumpían los shows en directo de The Beach Boys.
En 1974, simultáneo con la tendencia de los primeros años 1960, llega la compilación Endless Summer, la cual llegó al número N.º 1. Dennis asumió de nuevo su papel detrás de la batería. El progreso artísticamente mostrado por Dennis y su hermano menor Carl en el nuevo destino de la banda fue desechado a favor de una imagen nostálgica al estilo "America's Band". Según el biógrafo de Dennis, Jon Stebbins, ese año fue coautor de la letra y modificó parte de la melodía de "You Are So Beautiful" en una fiesta con Billy Preston.
En el álbum L.A. (Light Album), es suya "Baby Blue", una canción en la cual él compartió la voz principal con Carl, y que había escrito para su álbum Bambu, el cual nunca llegó a editar.

## 1977-1983: últimos años
En los subsiguientes años, Dennis abusó del alcohol y la heroína. Una supuesta pelea en un bar le causó algunos daños en la garganta en algún momento a principios o mediados de los años setenta, lo que afectó su voz. Años más tarde, tras un enfrentamiento en un aeropuerto, Dennis declaró a Rolling Stone el 3 de septiembre de 1977 que había dejado a los Beach Boys: "Siguieron diciéndome que tenía mi álbum en solitario ahora, como que debería irme por una esquina y dejarles a los Beach Boys. El álbum realmente les molesta. No les gusta admitir que le va tan bien, ni siquiera lo reconocen en las entrevistas". Dos semanas después, las disputas se resolvieron y Dennis se reincorporó al grupo.
En algún momento, la entonces novia y enfermera de Brian, Carolyn Williams, acusó a Dennis de convencer a Brian para que comprara cocaína por un valor de aproximadamente $ 15,000. Cuando el guardaespaldas de Brian, Rocky Pamplin, y el primo de los Wilson, Stan Love, se enteraron de este incidente, atacaron físicamente a Dennis en su casa; fueron multados con $ 1000 y Dennis presentó una orden de restricción.
Cuando los beach boys presionaron a Brian para que se readmitiera en el programa de Terapia de Veinticuatro Horas de Eugene Landy, sus amigos le informaron a Dennis que él sería el próximo objetivo de la banda, a lo que Dennis respondió: "No, no van a hacer nada". Se demostró que estaba equivocado, y en 1983, Mike Love, Al Jardine, Carl Wilson y el mánager Tom Hulett habían prohibido que Dennis actuara con el grupo. Luego le dijeron a Dennis que se le permitiría reincorporarse a los Beach Boys si iba a un programa de desintoxicación.

## Muerte
Durante un mes antes de su muerte, Dennis había estado sin hogar y viviendo una vida nómada. En noviembre de 1983, se registró en un centro de terapia en Arizona durante dos días, y luego, el 23 de diciembre, ingresó en el Hospital Médico St. John en Santa Mónica, California, en donde permaneció hasta la noche del 25 de diciembre. Después de un violento altercado en Santa Monica Bay Inn, Dennis se registró en un hospital diferente para tratar sus heridas. Varias horas más tarde, se dio de alta a sí mismo y se dice que volvió a beber inmediatamente.
El 28 de diciembre de 1983, Dennis se ahogó en Marina Del Rey después de beber todo el día y luego bucear por la tarde para recuperar los artículos que había tirado por la borda en el puerto deportivo desde su yate tres años antes. Tenía 39 años. El patólogo forense Dr. Michael Hunter cree que Dennis sufrió un síncope en las aguas poco profundas justo antes de su muerte.
El 4 de enero de 1984, el Servicio de Guardacostas de Estados Unidos enterró el cuerpo de Dennis en el mar, frente a la costa de California. The Beach Boys lanzó una declaración poco después: "Sabemos que Dennis hubiera querido continuar en la tradición de los Beach Boys. Su espíritu permanecerá en nuestra música". Su canción "Farewell My Friend" se escuchó en el funeral.
La viuda de Dennis, Shawn Love, informó que Dennis había querido un entierro en el mar, y sus hermanos, Carl y Brian, no querían que Dennis fuera incinerado. Como a los no veteranos de la Guardia Costera y la Marina no se les permite ser enterrados en el mar a menos que sean incinerados, sin embargo, el entierro de Dennis fue posible gracias a la intervención del entonces presidente de Estados Unidos Ronald Reagan. En 2002, Brian expresó descontento con el acuerdo, creyendo que Dennis debería haber recibido un entierro tradicional.

## Charles Manson
Dennis conoció a Charles Manson a mediados del 1968. De acuerdo con su amigo, y luego letrista, Stanley Shapiro, un día, mientras Dennis Wilson conducía por la carretera subió a dos chicas que hacían auto-stop a su coche, que resultaron ser miembros del clan Manson y no dejaban de nombrar a Charlie como "el Mago", lo que le hizo gracia a Dennis. Cabe recordar que era finales de la década de 1960, por lo que las drogas y los hippies florecían por toda California. Dennis hizo amistad con las chicas.
Según Dennis, al día siguiente, al regresar a su casa en Malibú, California, de una sesión de grabación a las 3:00 AM, se encontró en la entrada con un hombre bajito con barba que se le acercó. Dennis le preguntó: "¿Me vas a lastimar?", a lo que el hombrecillo le respondió: "¿Crees que estoy aquí para lastimarte, hermano?", y se arrodilló para besarle los zapatos (esta era una de las presentaciones preferidas de Charles Manson). Cuando Dennis entró a su casa acompañado de Manson, se encontró con una docena de desconocidos, la gran mayoría mujeres, el punto débil de Dennis.
Pidieron quedarse esa noche pero comenzaron a mudarse a la casa de Dennis poco a poco, y el número de huéspedes fue en aumento. A este período, Charles lo llamó más tarde como el "periodo Sunset Boulevard". Dennis en su momento dijo que la experiencia le había costado cerca de 100.000 dólares. Además de que Charles Manson le pidiera prestado dinero con frecuencia, le chocaron el Mercedes Benz que tenía, costándole la reparación 21.000 dólares, y se apropiaron de su guardarropa, sin contar que Manson llevaba frecuentemente a la Familia (como ellos se autodenominaban) a un médico de Beverly Hills para que les suministrara inyecciones de penicilina; "probablemente fue la cuenta más cara por gonorrea de la historia" dijo Dennis. 
Dennis estaba recién divorciado de Carol y debió encontrar excitante la manera de vivir de Charles Manson. Llegó a decir "excepto por lo del dinero, me llevaba bien con Manson y mejor aún con las chicas". 
Manson a su vez, planeaba usar a Dennis Wilson para impulsar su carrera de cantante folk, y le pidió que lo presentara a Terry Melcher (productor musical e hijo de Doris Day), quien era además un buen amigo de Dennis, y aunque Dennis dijo después que "Manson no tenía un solo hueso musical en su cuerpo", lo presentó a Melcher durante una fiesta en la casa del propio Dennis en Pacific Palisades. Con el tiempo el socio de Melcher, Gregg Jakobson, se sintió fascinado por la filosofía de Manson y le pidió a Melcher que le grabara un disco a Manson y lo convenció de visitarlo donde vivía en Spahn Movie Ranch, pues poco antes de que el contrato de su casa expirara, Dennis se mudó a casa de Jakobson, dejándole a su mánager la engorrosa tarea de deshacerse de Manson y las chicas.
Wilson llegó a hablar de Manson en una entrevista a la revista británica Rave:

El miedo no es algo de lo que debamos escapar. Tenía temores infantiles porque no entendía el miedo: la oscuridad, perderme, lo que acechaba bajo la cama... A veces me asusta "el Mago", Charlie Manson, un amigo mío que afirma ser Dios y el Diablo... Canta, toca y escribe poesía... Tal vez pronto sea uno de los artistas del catálogo de Brother Records.
Dennis Wilson.

A Terry Melcher no le interesó la música de Charles Manson y nunca se comprometió a producirle nada; sin embargo, Manson le dijo al clan que Terry le había hecho grandes promesas que nunca cumplió y gradualmente se convencieron de que Melcher había traicionado a Manson. 
Un detalle anecdótico que habla de la locura que sufría el clan de Manson fue que al salir de la casa de Roman Polanski y Sharon Tate, después de perpetrar la masacre, iban cantando "Qué será, será" que había sido un éxito de Doris Day, madre de Terry Melcher. Sharon Tate estaba entrando al noveno mes de gestación en el momento de su muerte. 
Poco antes de los asesinatos, Terry Melcher vivía con su novia, la actriz Candice Bergen, en la tristemente célebre casa de Cielo Drive, que poco tiempo después Melcher alquiló a Roman Polanski y su esposa Sharon Tate y donde se cometieron los brutales asesinatos. Luego de saberse quien cometió los asesinatos, Candice Bergen gritaba histéricamente "pude haber sido yo quien hubiera muerto".
Este incidente sucedió el 9 de agosto de 1969 y meses antes en febrero, The Beach Boys lanzaban el álbum 20/20. Jakobson estaba asombrado del cambio en Manson, "casi salía electricidad de él. Su pelo estaba terrible, sus ojos se veían salvajes. Lo único con lo que podría compararlo es... con un animal enjaulado" dijo en una entrevista sobre el tema.
Muy posiblemente hubo otra amenaza a Dennis, pero esta es solo una conjetura. Siguiendo las llamadas hechas desde la casa de la familia Manson en Spahn Ranch, se encontró una llamada hecha el 22 de septiembre de 1969; alguien llamó al número privado de Dennis, y al día siguiente Dennis mandó a desconectar su teléfono.
Al recapitular sobre haber conocido a Manson, Dennis dijo: "Soy el tipo más afortunado del mundo, porque salí de esto perdiendo apenas algo de dinero". 
Durante el tiempo que Dennis Wilson y Charles Manson mantuvieron una amistad, Dennis componía al lado de Manson, y este último juró que Dennis le robó la canción "Cease to Exist", pero Dennis siempre lo negó diciendo que la música era suya al igual que la letra, y de cualquier manera Manson se habría cobrado con tanto dinero que él y la familia Manson le sacaron. La canción salió ese mismo año en el álbum 20/20 de The Beach Boys, con el título "Never Learn Not to Love".

## Dennis Wilson en películas
Wilson debutó en el cine junto a James Taylor y Warren Oates en la película críticamente aclamada Two-Lane Blacktop (1971). La película a menudo es citada junto a otra crítica antioccidental, El existencialista, cuya acción se desarrolla en la carretera, al igual que Easy Rider y Vanishing Point. Taylor representa al "Conductor" y Dennis al "Mecánico", conduciendo sin rumbo a través de los Estados Unidos en su Chevy del 55.
A mediados del año 2010, con el consentimiento de la familia de Dennis, Randall Miller y Jody Savin decidieron filmar una película biográfica, la cual se enfocaría en los últimos años de vida del músico. La banda sonora de la película incluiría canciones de su álbum solista Pacific Ocean Blue, y algunas canciones inéditas, como también algunas con The Beach Boys. A mediados de ese año, se confirmó que la encarnación de Dennis Wilson estaría a cargo del actor Aaron Eckhart. Sin embargo, Eckhart abandonó el rodaje justo cuando estaba por comenzar, ya que estaba agotado por la filmación de otra película; esto, sumado a que la familia de Dennis Wilson retiró su apoyo, hizo que el proyecto, que se llamaría The Drummer, no se concretara. Para le película Brian May y Roger Taylor, miembros de Queen, junto a Taylor Hawkins de Foo Fighters, habían colaborado para completar una versión definitiva de “Holy Song”, una canción sin terminar de Dennis. La canción se lanzó al público en 2019.
En la película Charlie Says aparece Dennis Wilson en varias escenas como amigo, por aquel entonces, del famoso asesino Charles Manson, interpretado por el actor James Trevena-Brown.

## Carrera solista
En 1970, Dennis Wilson lanzó su primer material solista, el sencillo destacado "Sound of Free", con el lado B «Lady»  (también conocida como "Fallin' In Love"). La canción más tarde fue grabada por American Spring y lanzada como el lado B a su sencillo "Shyin' Away".

### Pacific Ocean Blue
Su trabajo con Dary Dragon, la época junto a Charles Manson y su amistad con Gregg Jakobson resultaron en un álbum solista críticamente aclamado, Pacific Ocean Blue, el cual se lanzó en 1977. El álbum hizo juego en ventas con el álbum contemporáneo de The Beach Boys Love You. En 1977 tuvo que cancelar un viaje que había planificado, posiblemente debido a una política interna en la banda. Dennis planeó la producción de un nuevo álbum solista, y esperó con impaciencia el lanzamiento del mismo, Bambu, con la colaboración The Beach Boys y de Carli Munoz.
Muchas de las canciones de su álbum incorporan su estilo de piano único, que siguió desarrollando hasta su muerte en 1983. Pacific Ocean Blue había vendido 300.000 copias, y llegó al puesto N.º 96 en Estados Unidos, sin embargo ha sido agotado y fue imposible de conseguirse durante más de una década, excepto como un artículo de coleccionistas caro o de contrabando. El 17 de junio de 2007, se lanzó una versión por el 30 aniversario de dos discos de Pacific Ocean Blue en CD, por la discográfica Sundazed.

### Bambu
Su segundo álbum como solista, Bambu, fue cancelado por la carencia de finanzas y las distracciones de The Beach Boys. Dos canciones de Bambu fueron usadas por The Beach Boys en el álbum de 1979 L.A. (Light Album), y representan el final de Dennis Wilson como artista, aunque él y su hermano Brian grabaron juntos aparte de The Beach Boys en 1980 y 1981. Estas sesiones permanecen sin publicar, aunque una canción, "Stevie", ha visto la luz por medio de grabaciones piratas.
Dennis dijo en septiembre de 1977 que su segundo álbum solista era mucho mejor que su primer álbum: "El siguiente álbum es cien veces mejor que Pacific Ocean Blue. Es diferente a su manera. Pienso que tengo más confianza ahora que he completado un proyecto y sigo adelante con otro".

## Vida personal
En el momento de su muerte, Wilson se había casado con Shawn Marie Love (hija ilegítima de su primo y compañero de Beach Boys Mike Love), con quien tuvo un hijo, Gage Dennis Wilson, nacido el 3 de septiembre de 1982. Shawn Wilson murió 15 años más tarde de cáncer, poco después de que Gage cumpliera 21 años. Esta relación había causado un distanciamiento entre los dos beach boys. Otros matrimonios de Wilson fueron con Carole Freedman, con quien tuvo una hija, Jennifer (nacida el 21 de diciembre de 1966) y cuyo hijo, Scott, adoptó; y Barbara Charren, con la que tuvo dos hijos, Michael (nacido el 19 de febrero de 1971) y Carl (nacido el 31 de diciembre de 1972). Wilson también se casó dos veces con Karen Lamm, la exesposa del teclista de la banda Chicago, Robert Lamm, una vez en 1976 y nuevamente en 1978.
Dennis también tuvo una relación con Christine McVie de 1979 a 1981. Christine terminó la relación cuando ella no pudo hacer frente a la adicción al alcohol que tenía Dennis.
Los años siguientes vieron a Wilson luchando contra el alcoholismo. El exceso con los cigarrillos había destrozado su voz, aunque el efecto resultante, como "grave", lo ayudó a definir su estilo como cantante.

## Discografía
- Pacific Ocean Blue (1977)